# Дэйвис, Кеннет
Кеннет Брайан Дэйвис (англ. Kenneth Bryan Davis; родился 12 сентября 1948) ― американский баскетболист.
Дэйвис родился в городе Слэт, штат Кентукки. Играл в баскетбольной команде Колледжа Джорджтауна в команде Каппа Альфа Ордер и, некоторое время, в Marathon Oil при ААУ. Дэвис был назначен капитаном сборной США по баскетболу на Олимпиаде 1972 года. После скандального окончания финального матча, Дэйвис выступил за то, чтобы игроки команды США отказались принять серебряные медали. В своём собственном завещании он составил положение о том, что ни его жена, ни его дети не могут принять медаль после его смерти. После того, как его баскетбольная карьера закончилась, Дэйвис стал торговым представителем Converse и также известным мотивационным оратором. Проживает в округе Гаррард, Кентукки.
Дэвис был выбран «Нью-Йорк Никс» в одиннадцатом раунде драфте 1971 года. На профессиональном уровне, однако, не играл никогда.